# Championnat sud-américain de football de 1957
Navigation
Uruguay 1956 Argentine 1959
Le Championnat sud-américain de football de 1957 est la vingt-cinquième édition du championnat sud-américain de football des nations, connu comme la Copa América depuis 1975, qui a eu lieu à Lima au Pérou du 7 mars au 6 avril 1957.
Les pays participants sont l'Argentine, le Brésil, le Chili, la Colombie, l'Équateur, le Pérou et l'Uruguay.

## Résultats

### Classement final
Les sept équipes participantes sont réunies au sein d'une poule unique où chaque formation rencontre une fois ses adversaires. À l'issue des rencontres, l'équipe classée première remporte la compétition.
|   | Équipe    | Pts | J | G | N | P | BP | BC | Diff |
| - | --------- | --- | - | - | - | - | -- | -- | ---- |
| 1 | Argentine | 10  | 6 | 5 | 0 | 1 | 25 | 6  | +19  |
| 2 | Brésil    | 8   | 6 | 4 | 0 | 2 | 23 | 9  | +14  |
| 3 | Uruguay   | 8   | 6 | 4 | 0 | 2 | 15 | 12 | +3   |
| 4 | Pérou     | 8   | 6 | 4 | 0 | 2 | 12 | 9  | +3   |
| 5 | Colombie  | 4   | 6 | 2 | 0 | 4 | 10 | 25 | -15  |
| 6 | Chili     | 3   | 6 | 1 | 1 | 4 | 9  | 17 | -8   |
| 7 | Équateur  | 1   | 6 | 0 | 1 | 5 | 7  | 23 | -16  |

| 7 mars    | Uruguay   | 5 | 2 | Équateur  |
| 10 mars   | Pérou     | 2 | 1 | Équateur  |
| 13 mars   | Argentine | 8 | 2 | Colombie  |
| 13 mars   | Brésil    | 4 | 2 | Chili     |
| 16 mars   | Pérou     | 1 | 0 | Chili     |
| 17 mars   | Colombie  | 1 | 0 | Uruguay   |
| 17 mars   | Argentine | 3 | 0 | Équateur  |
| 20 mars   | Argentine | 4 | 0 | Uruguay   |
| 21 mars   | Brésil    | 7 | 1 | Équateur  |
| 21 mars   | Chili     | 3 | 2 | Colombie  |
| 23 mars   | Uruguay   | 5 | 3 | Pérou     |
| 24 mars   | Chili     | 2 | 2 | Équateur  |
| 24 mars   | Brésil    | 9 | 0 | Colombie  |
| 27 mars   | Pérou     | 4 | 1 | Colombie  |
| 28 mars   | Argentine | 6 | 2 | Chili     |
| 28 mars   | Uruguay   | 3 | 2 | Brésil    |
| 31 mars   | Brésil    | 1 | 0 | Pérou     |
| 1er avril | Colombie  | 4 | 1 | Équateur  |
| 1er avril | Uruguay   | 2 | 0 | Chili     |
| 3 avril   | Argentine | 3 | 0 | Brésil    |
| 6 avril   | Pérou     | 2 | 1 | Argentine |

### Matchs
| 7 mars 1957 | Uruguay                                       | 5 – 2 | Équateur               | Estadio Nacional (Lima)                       |                                               |
| | Ambrois 26e, 29e (pen.), 57e, 74e · Sasía 87e | (2 - 2) | Larraz 12e, 40e (pen.) | Spectateurs : 50 000 Arbitrage : Erwin Hieger | Spectateurs : 50 000 Arbitrage : Erwin Hieger |
| Bernardico - Marichal, Santamaría - González, Lescano, Miramontes - A. Fernández, Ambrois, Méndez ( 46e Sasía), Carranza ( 74e Pippo), Roque | Équipes                                       | Yu Lee - Gonzabay, Macías - Solórzano ( Galarza), Arguello ( Martínez), Caisaguano - Salcedo, Cantos, Larraz, Vargas ( Merizalde), Cañarte |                        | Spectateurs : 50 000 Arbitrage : Erwin Hieger | Spectateurs : 50 000 Arbitrage : Erwin Hieger |

| 10 mars 1957 | Pérou                 | 2 – 1 | Équateur   | Estadio Nacional (Lima)                        |                                                |
| | Terry 37e (pen.), 61e | (1 - 1) | Cantos 44e | Spectateurs : 55 000 Arbitrage : Robert Turner | Spectateurs : 55 000 Arbitrage : Robert Turner |
| Asca - Delgado, Fleming - Lazón, Calderón, Salas - Villalba ( Castillo), López, Terry, Mosquera, Joya ( Seminario) | Équipes               | Bonnard - Gonzabay, Sánchez - Solórzano, Arguello, Galarza ( Caisaguano) - Balseca, Cantos ( Salcedo), Larraz, Matute ( Vargas), Cañarte |            | Spectateurs : 55 000 Arbitrage : Robert Turner | Spectateurs : 55 000 Arbitrage : Robert Turner |

| 13 mars 1957 | Argentine                                                                | 8 – 2 | Colombie                         | Estadio Nacional (Lima)                       |                                               |
| | Cruz 5e · Angelillo 10e, 73e · Maschio 16e, 23e, 53e, 85e · Corbatta 59e | (4 - 2) | Gamboa 34e (pen.) · Valencia 37e | Spectateurs : 42 000 Arbitrage : Ronald Lynch | Spectateurs : 42 000 Arbitrage : Ronald Lynch |
| Domínguez - Dellacha, Vairo - Giménez, Rossi, Schadlein ( 65e Benegas) - Corbatta, Maschio, Angelillo, Sanfilippo, Cruz | Équipes                                                                  | Benítez - Abadía, Escobar ( Silva) - Sinisterra, I. Sánchez, Rubio - Mendoza ( Mosquera), Gutiérrez, Andrade, Gamboa, Valencia |                                  | Spectateurs : 42 000 Arbitrage : Ronald Lynch | Spectateurs : 42 000 Arbitrage : Ronald Lynch |

| 13 mars 1957 | Brésil                        | 4 – 2 | Chili                             | Estadio Nacional (Lima)                        |                                                |
| | Didí 20e, 26e, 44e · Pepe 46e | (3 - 1) | Ramírez Banda 13e · Fernández 89e | Spectateurs : 42 000 Arbitrage : Bertley Cross | Spectateurs : 42 000 Arbitrage : Bertley Cross |
| Gilmar - Djalma Santos, Édson - Zózimo, Roberto Belangero, Nílton Santos - Joel, Didí, Evaristo, Zizinho ( Índio), Pepe | Équipes                       | Escuti - Torres, Ortiz - Cortés ( G. Carrasco), Peña, I. Carrasco - Ramírez Banda, Picó, Espinoza, Tello ( Fernández), Sánchez |                                   | Spectateurs : 42 000 Arbitrage : Bertley Cross | Spectateurs : 42 000 Arbitrage : Bertley Cross |

| 16 mars 1957 | Pérou        | 1 – 0 | Chili | Estadio Nacional (Lima)                       |                                               |
| | Mosquera 57e | (0 - 0) |       | Spectateurs : 60 000 Arbitrage : Ronald Lynch | Spectateurs : 60 000 Arbitrage : Ronald Lynch |
| Felandro - Delgado, Fleming ( Cavero) - Lazón, Calderón ( Gutiérrez), Salas - Castillo, Ruiz, Terry, Mosquera, Seminario | Équipes      | Escuti - Torres, Cubillos - G. Carrasco, Peña, I. Carrasco - Ramírez Banda, Prieto ( Picó), Robledo, Fernández, Sánchez ( Aguila) |       | Spectateurs : 60 000 Arbitrage : Ronald Lynch | Spectateurs : 60 000 Arbitrage : Ronald Lynch |

| 17 mars 1957 | Colombie   | 1 – 0 | Uruguay | Estadio Nacional (Lima)                       |                                               |
| | Arango 28e | (1 - 0) |         | Spectateurs : 50 000 Arbitrage : Pedro Di Leo | Spectateurs : 50 000 Arbitrage : Pedro Di Leo |
| E. Sánchez - Zuluaga, Viáfara - Díaz, I. Sánchez, Rubio - Carrillo, Gutiérrez, Arango, Gamboa, Valencia ( Aragón) | Équipes    | Bernardico - Marichal, Santamaría - González, Lescano, Castro - A. Fernández ( 46e Campero), Ambrois, Méndez, Sasía, Roque |         | Spectateurs : 50 000 Arbitrage : Pedro Di Leo | Spectateurs : 50 000 Arbitrage : Pedro Di Leo |

| 17 mars 1957 | Argentine                      | 3 – 0 | Équateur | Estadio Nacional (Lima)                        |                                                |
| | Angelillo 5e, 39e · Sívori 14e | (3 - 0) |          | Spectateurs : 50 000 Arbitrage : Bertley Cross | Spectateurs : 50 000 Arbitrage : Bertley Cross |
| Domínguez - Dellacha, Vairo - Giménez, Rossi, Schadlein - Corbatta ( 63e De Bourgoing), Maschio ( 38e Sanfilippo), Angelillo, Sívori ( 78e Castro), Cruz | Équipes                        | Bonnard - Gonzabay, Macías - Solórzano, Arguello, Caisaguano ( Pardo) - Balseca, Salcedo, Larraz, Pinto ( Matute), Miranda |          | Spectateurs : 50 000 Arbitrage : Bertley Cross | Spectateurs : 50 000 Arbitrage : Bertley Cross |

| 20 mars 1957 | Argentine                                        | 4 – 0 | Uruguay | Estadio Nacional (Lima)                       |                                               |
| | Maschio 7e, 73e · Angelillo 48e · Sanfilippo 83e | (1 - 0) |         | Spectateurs : 40 000 Arbitrage : Erwin Hieger | Spectateurs : 40 000 Arbitrage : Erwin Hieger |
| Domínguez - Dellacha, Vairo - Giménez, Rossi ( 75e Guidi), Schadlein - Corbatta, Maschio, Angelillo, Sívori ( 80e Sanfilippo), Cruz | Équipes                                          | Bernardico - Correa, Santamaría - González, Lescano, Miramontes - Campero, Ambrois, Pippo ( 61e Méndez), Carranza ( 65e Sasía), Roque |         | Spectateurs : 40 000 Arbitrage : Erwin Hieger | Spectateurs : 40 000 Arbitrage : Erwin Hieger |

| 21 mars 1957 | Brésil                                                                       | 7 – 1 | Équateur          | Estadio Nacional (Lima)                       |                                               |
| | Evaristo 22e, 89e · Pepe 25e · Zizinho 34e (pen.) · Joel 43e, 68e · Didí 78e | (4 - 0) | Larraz 80e (pen.) | Spectateurs : 45 000 Arbitrage : Ronald Lynch | Spectateurs : 45 000 Arbitrage : Ronald Lynch |
| Gilmar - Djalma Santos, Édson - Zózimo, Roberto Belangero, Nílton Santos - Joel, Didí, Evaristo, Zizinho ( Índio), Pepe ( Garrincha) | Équipes                                                                      | Bonnard ( Yu Lee) - Gonzabay, Macías - Solórzano, Arguello, Caisaguano ( Pardo) - Balseca, Cantos, Larraz, Vargas, Cañarte |                   | Spectateurs : 45 000 Arbitrage : Ronald Lynch | Spectateurs : 45 000 Arbitrage : Ronald Lynch |

| 21 mars 1957 | Chili                           | 3 – 2 | Colombie                  | Estadio Nacional (Lima)                       |                                               |
| | Verdejo 35e, 70e · Espinoza 62e | (1 - 0) | Arango 68e · Carrillo 83e | Spectateurs : 45 000 Arbitrage : Erwin Hieger | Spectateurs : 45 000 Arbitrage : Erwin Hieger |
| Escuti - Torres ( Almeida), Cubillos - G. Carrasco, Peña, Valdés - Ramírez Banda, Espinoza, Verdejo, Tello, Aguila | Équipes                         | E. Sánchez - Zuluaga, Escobar ( Silva) - Díaz, I. Sánchez, Viáfara - Carrillo, Gutiérrez, Arango, Alvarez ( Gamboa), Aragón |                           | Spectateurs : 45 000 Arbitrage : Erwin Hieger | Spectateurs : 45 000 Arbitrage : Erwin Hieger |

| 23 mars 1957 | Uruguay                                   | 5 – 3 | Pérou                                   | Estadio Nacional (Lima)                        |                                                |
| | Ambrois 22e, 48e, 60e, 75e · Carranza 26e | (2 - 1) | Terry 3e · Seminario 81e · Mosquera 83e | Spectateurs : 55 000 Arbitrage : Bertley Cross | Spectateurs : 55 000 Arbitrage : Bertley Cross |
| Taibo - Correa, Santamaría - González ( 54e R. Fernández), Gonçalves, Miramontes - Campero, Ambrois, Pippo ( 46e Sasía), Carranza, Roque | Équipes                                   | Felandro - Delgado, Cavero - Lazón, Gutiérrez ( Calderón), Salas - Villalba ( Rovay), Ruiz ( López), Terry, Mosquera, Seminario |                                         | Spectateurs : 55 000 Arbitrage : Bertley Cross | Spectateurs : 55 000 Arbitrage : Bertley Cross |

| 24 mars 1957 | Chili                         | 2 – 2 | Équateur                       | Estadio Nacional (Lima)                       |                                               |
| | Ramírez Banda 18e, 26e (pen.) | (2 - 1) | Larraz 25e (pen.) · Cantos 59e | Spectateurs : 45 000 Arbitrage : Erwin Hieger | Spectateurs : 45 000 Arbitrage : Erwin Hieger |
| Escuti - Almeida, Cubillos - G. Carrasco, Peña, Valdés ( Morales) - Ramírez Banda ( Sánchez), Picó ( Prieto), Verdejo, Tello, Aguila | Équipes                       | Bonnard - Sánchez, Pardo - Solórzano, Arguello, Vargas - Balseca, Cantos, Larraz, Salcedo ( Cañarte), Miranda |                                | Spectateurs : 45 000 Arbitrage : Erwin Hieger | Spectateurs : 45 000 Arbitrage : Erwin Hieger |

| 24 mars 1957 | Brésil                                                                    | 9 – 0 | Colombie | Estadio Nacional (Lima)                        |                                                |
| | Pepe 27e · Evaristo 41e, 44e, 45e, 75e, 86e · Didí 50e, 60e · Zizinho 85e | (4 - 0) |          | Spectateurs : 45 000 Arbitrage : Bertley Cross | Spectateurs : 45 000 Arbitrage : Bertley Cross |
| Gilmar - Djalma Santos, Édson - Zózimo, Roberto Belangero, Nílton Santos - Joel ( Cláudio), Didí, Evaristo, Zizinho, Pepe ( Garrincha) | Équipes                                                                   | E. Sánchez - Zuluaga ( Abadía), Díaz ( Silva) - Rubio, I. Sánchez, Viáfara - Carrillo, Gutiérrez ( Andrade), Arango, Gamboa, Valencia |          | Spectateurs : 45 000 Arbitrage : Bertley Cross | Spectateurs : 45 000 Arbitrage : Bertley Cross |

| 27 mars 1957                                                                                             | Pérou                                   | 4 – 1 | Colombie          | Estadio Nacional (Lima)                       |                                               |
| | Terry 34e · Rivera 35e, 37e · Bassa 83e | (3 - 0) | Arango 57e (pen.) | Spectateurs : 55 000 Arbitrage : Ronald Lynch | Spectateurs : 55 000 Arbitrage : Ronald Lynch |
| Asca - Delgado, Fleming - Lazón, Rovay, Calderón - Castillo, Rivera, Terry ( Bassa), Mosquera, Seminario | Équipes                                 | E. Sánchez - Zuluaga, Díaz ( Silva) - Rubio, I. Sánchez, Viáfara - Carrillo ( Gutiérrez), Alvarez, Arango, Gamboa, Valencia ( Aragón) |                   | Spectateurs : 55 000 Arbitrage : Ronald Lynch | Spectateurs : 55 000 Arbitrage : Ronald Lynch |

| 28 mars 1957 | Argentine                                                               | 6 – 2 | Chili              | Estadio Nacional (Lima)                        |                                                |
| | Sívori 7e · Angelillo 21e, 70e · Maschio 53e, 74e · Corbatta 83e (pen.) | (2 - 2) | Fernández 14e, 28e | Spectateurs : 50 000 Arbitrage : Robert Turner | Spectateurs : 50 000 Arbitrage : Robert Turner |
| Domínguez - Dellacha, Vairo - Giménez, Rossi, Schadlein - Corbatta, Maschio ( 80e Sanfilippo), Angelillo, Sívori, Cruz | Équipes                                                                 | Escuti - Almeida, Cubillos - Ortiz, Peña, Morales - Ramírez Banda ( Sánchez), Picó, Robledo, Fernández, Aguila |                    | Spectateurs : 50 000 Arbitrage : Robert Turner | Spectateurs : 50 000 Arbitrage : Robert Turner |

| 28 mars 1957 | Uruguay                        | 3 – 2 | Brésil                  | Estadio Nacional (Lima)                       |                                               |
| | Campero 15e, 23e · Ambrois 17e | (3 - 0) | Evaristo 68e · Didí 70e | Spectateurs : 50 000 Arbitrage : Erwin Hieger | Spectateurs : 50 000 Arbitrage : Erwin Hieger |
| Taibo - Correa, Santamaría - González, Gonçalves ( 78e Lescano), Miramontes - Campero, Ambrois, Pippo ( 75e Sasía), Carranza, Roque | Équipes                        | Gilmar - Djalma Santos, Édson - Zózimo, Roberto Belangero ( Zito), Nílton Santos ( Olavo) - Joel, Didí, Evaristo, Zizinho ( Dino Sani), Pepe |                         | Spectateurs : 50 000 Arbitrage : Erwin Hieger | Spectateurs : 50 000 Arbitrage : Erwin Hieger |

| 31 mars 1957 | Brésil          | 1 – 0 | Pérou | Estadio Nacional (Lima)                       |                                               |
| | Didí 73e (pen.) | (0 - 0) |       | Spectateurs : 55 000 Arbitrage : Ronald Lynch | Spectateurs : 55 000 Arbitrage : Ronald Lynch |
| Gilmar - Djalma Santos, Édson - Zózimo, Roberto Belangero, Olavo - Joel, Didí, Evaristo ( Índio), Dino Sani ( Zizinho), Pepe | Équipes         | Asca - Delgado (), Fleming - Lazón (), Salas, Calderón - Castillo ( Bassa), Rivera, Terry, Mosquera, Seminario |       | Spectateurs : 55 000 Arbitrage : Ronald Lynch | Spectateurs : 55 000 Arbitrage : Ronald Lynch |

| 1er avril 1957 | Colombie                                             | 4 – 1 | Équateur          | Estadio Nacional (Lima)                      |                                              |
| | Alvarez 19e (pen.) · Gutiérrez 22e · Gamboa 30e, 58e | (3 - 1) | Larraz 32e (pen.) | Spectateurs : 40 000 Arbitrage : Harry Davis | Spectateurs : 40 000 Arbitrage : Harry Davis |
| E. Sánchez - Zuluaga, Silva - Rubio, I. Sánchez, Viáfara - Alvarez ( Carrillo), Gutiérrez, Andrade, Gamboa ( Arango), Valencia | Équipes                                              | Bonnard - Sánchez, Pardo - Solórzano ( Gómez), Arguello, Vargas - Balseca ( Matute), Cantos ( Pinto), Larraz, Salcedo, Miranda |                   | Spectateurs : 40 000 Arbitrage : Harry Davis | Spectateurs : 40 000 Arbitrage : Harry Davis |

| 1er avril 1957                                                                                          | Uruguay                 | 2 – 0                                                                                                   | Chili | Estadio Nacional (Lima)                       |                                               |
| | Campero 28e · Roque 40e | |       | Spectateurs : 55 000 Arbitrage : Erwin Hieger | Spectateurs : 55 000 Arbitrage : Erwin Hieger |
| Taibo - Correa, Santamaría - González, Gonçalves, Miramontes - Campero, Ambrois, Pippo, Carranza, Roque | Équipes                 | Nietsche - Almeida, Peña - Ortiz, Valdés, G. Carrasco - Ramírez Banda, Picó, Robledo, Fernández, Aguila |       | Spectateurs : 55 000 Arbitrage : Erwin Hieger | Spectateurs : 55 000 Arbitrage : Erwin Hieger |

| 3 avril 1957                                                                                         | Argentine                              | 3 – 0 | Brésil | Estadio Nacional (Lima)                        |                                                |
| | Angelillo 23e · Maschio 87e · Cruz 90e | (1 - 0) |        | Spectateurs : 55 000 Arbitrage : Robert Turner | Spectateurs : 55 000 Arbitrage : Robert Turner |
| Domínguez - Dellacha, Vairo - Giménez, Rossi, Schadlein - Corbatta, Maschio, Angelillo, Sívori, Cruz | Équipes                                | Gilmar ( Castilho) - Djalma Santos, Édson - Zózimo, Roberto Belangero, Olavo - Joel, Didí, Evaristo ( Índio), Zizinho ( Dino Sani), Pepe |        | Spectateurs : 55 000 Arbitrage : Robert Turner | Spectateurs : 55 000 Arbitrage : Robert Turner |

| 6 avril 1957 | Pérou                    | 2 – 1 | Argentine  | Estadio Nacional (Lima)                        |                                                |
| | Mosquera 15e · Terry 81e | (1 - 0) | Sívori 50e | Spectateurs : 50 000 Arbitrage : Bertley Cross | Spectateurs : 50 000 Arbitrage : Bertley Cross |
| Asca - Delgado ( Benítez), Fleming - Rovay, Minaya ( Cavero), Calderón - Bassa, Rivera, Terry, Mosquera, Seminario | Équipes                  | Domínguez ( 46e Roma) - Dellacha, Iñigo - Giménez, Rossi, Schadlein - Corbatta, Maschio, Angelillo, Sívori, Cruz |            | Spectateurs : 50 000 Arbitrage : Bertley Cross | Spectateurs : 50 000 Arbitrage : Bertley Cross |

| Championnat sud-américain de football de 1957 - Vainqueur Argentine 11e titre |

## Meilleurs buteurs
9 buts
- Humberto Maschio
- Javier Ambrois

8 buts
- Antonio Valentín Angelillo
- Didí
- Evaristo de Macedo

5 buts
- Alberto Terry
- Jorge Larraz